# Гобустан (Баку)
Гобустан (азерб. Qobustan) — посёлок городского типа в административном подчинении Карадагского района города Баку, Азербайджан. В посёлке расположена железнодорожная станция Дуванный (на линии Баку — Алят).
Статус посёлка городского типа с 1951 года. До 1972 года носил название Дуванный.
Под данным БСЭ в Дуванном добывались камень и нефть.

## Население
| 1959 | 1970 | 1979 | 1989   | 2011   |
| ---- | ---- | ---- | ------ | ------ |
| 6975 | 6402 | 8170 | 10 621 | 15 000 |